# Майбалик (Жамбильський район)
Майбали́к (каз. Майбалық) — село у складі Жамбильського району Північноказахстанської області Казахстану. Входить до складу Благовіщенського сільського округу.
Населення — 164 особи (2021; 322 у 2009, 423 у 1999, 409 у 1989).
Національний склад станом на 1989 рік:
- казахи — 100 %.